# Nipponolejeunea
Nipponolejeunea là một chi rêu trong họ Lejeuneaceae.